# Federico Cristiano di Sassonia (1893-1968)
Federico Cristiano Alberto Leopoldo Anno Silvestro Macario, principe di Sassonia, duca di Sassonia, margravio di Meißen (Dresda, 31 dicembre 1893 – Samedan, 9 agosto 1968), era il secondo figlio maschio del re Federico Augusto III, che fu l'ultimo re di Sassonia prima che la monarchia fosse abolita nel 1918.
Quando suo padre morì nel 1932, egli diventò il capo della casata reale di Sassonia. Fu capitano à la suite nella fanteria reale bulgara e gran maestro dell'Ordine della Corona fiorata, nonché cavaliere dell'ordine dell'Aquila nera e cavaliere di gran croce del Sovrano militare ordine di Malta. Come capo della casata di Wettin dopo il 1932, si designò come Federico Cristiano, margravio di Meißen.

## Biografia
Nacque a Dresda come secondo figlio maschio del re Federico Augusto III di Sassonia e di sua moglie, l'arciduchessa Luisa, principessa di Toscana.

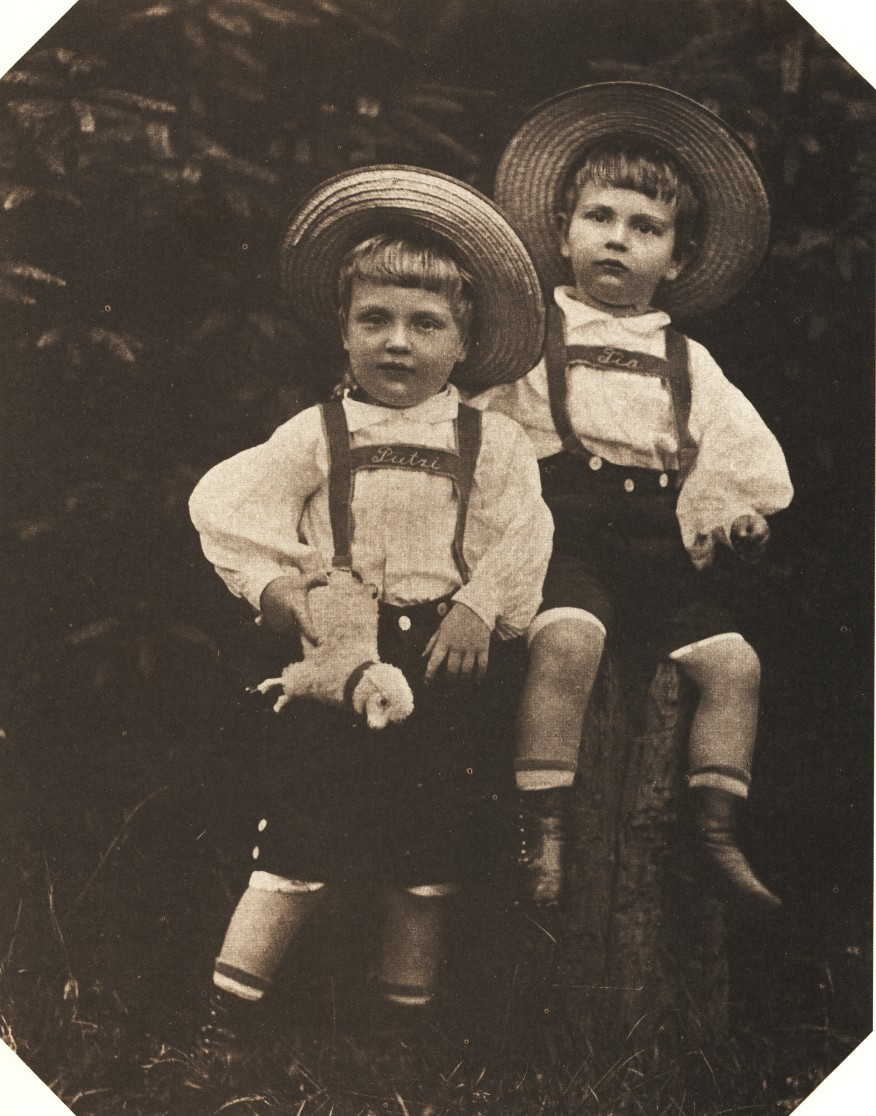
Il principe Federico Cristiano (destra) col fratello Giorgio in una fotografia di August Kotzsch del 1900 circa

Federico Cristiano fu fatto tenente nel 1° Leib-Grenadier Regiment No. 100 reale sassone all'età di 10 anni, secondo una tradizione familiare della casata di Wettin. Nel 1913, studiò all'accademia militare di Dresda. Durante la prima guerra mondiale, servì lo stato maggiore generale tedesco sul fronte occidentale. Ricevette diverse medaglie per il suo coraggio. Era molto dotato linguisticamente e fu inviato in missione diplomatica presso re Alfonso XIII di Spagna dal sultano della Turchia e dall'imperatore Carlo I d'Austria.
Il 13 dicembre 1918 suo padre abdicò seguendo la disfatta dell'impero tedesco nella prima guerra mondiale. Federico Cristiano ricondusse l'esercito sassone in patria dal Belgio e dalla Francia in Germania, fino alla smobilitazione a Fulda.
Dopo la fine della guerra, tornò agli studi di legge alle università di Colonia, Friburgo, Breslavia e Würzburg. Il soggetto della sua tesi in dottorato di ricerca fu Nicola Cusano, che aveva contribuito in modo significativo allo sviluppo del diritto canonico nel tardo Medioevo. Mentre era studente a Breslavia, fu un membro del sindacato studentesco cattolico
KDSt.V. Winfridia.  Tuttavia, si dimise da membro, nel 1928 o 1929, a causa di un disaccordo di fondo.
Il 9 febbraio 1920, entrò a far parte del KDSt.V. Thuringia Würzburg. Qui conobbe Elisabetta Elena (1903-1976), una figlia di Alberto, VIII principe di Thurn und Taxis e di sua moglie l'arciduchessa Margherita Clementina d'Austria. Elisabetta Elena era presidentessa onoraria della Thüringer Damenbundes. La sposò il 16 giugno 1923 a Ratisbona.
Dopo aver completato il suo dottorato di ricerca, diventò insegnante privato di storia dell'arte. In questo periodo il padre gli chiese di assumere la gestione degli affari di famiglia in Sassonia e Slesia.
Nel 1923 suo fratello maggiore, il principe ereditario Giorgio, rinunciò ai propri diritti di successione ed entrò nell'ordine dei gesuiti. Federico Cristiano diventò quindi erede apparente e quando suo padre morì, il 12 febbraio 1932, gli successe come capo della casata reale di Sassonia.
Nel 1933, ricordando il legame prolungato tra l'elettorato di Sassonia e il proprio paese, il governo polacco gli propose di diventare re di Polonia, ma l'ascesa di Adolf Hitler e l'imminente seconda guerra mondiale impedirono che ciò accadesse. In quel periodo Federico Cristiano e la sua famiglia vivevano a Bamberga, dove guidava i cavalieri di S. Maria.

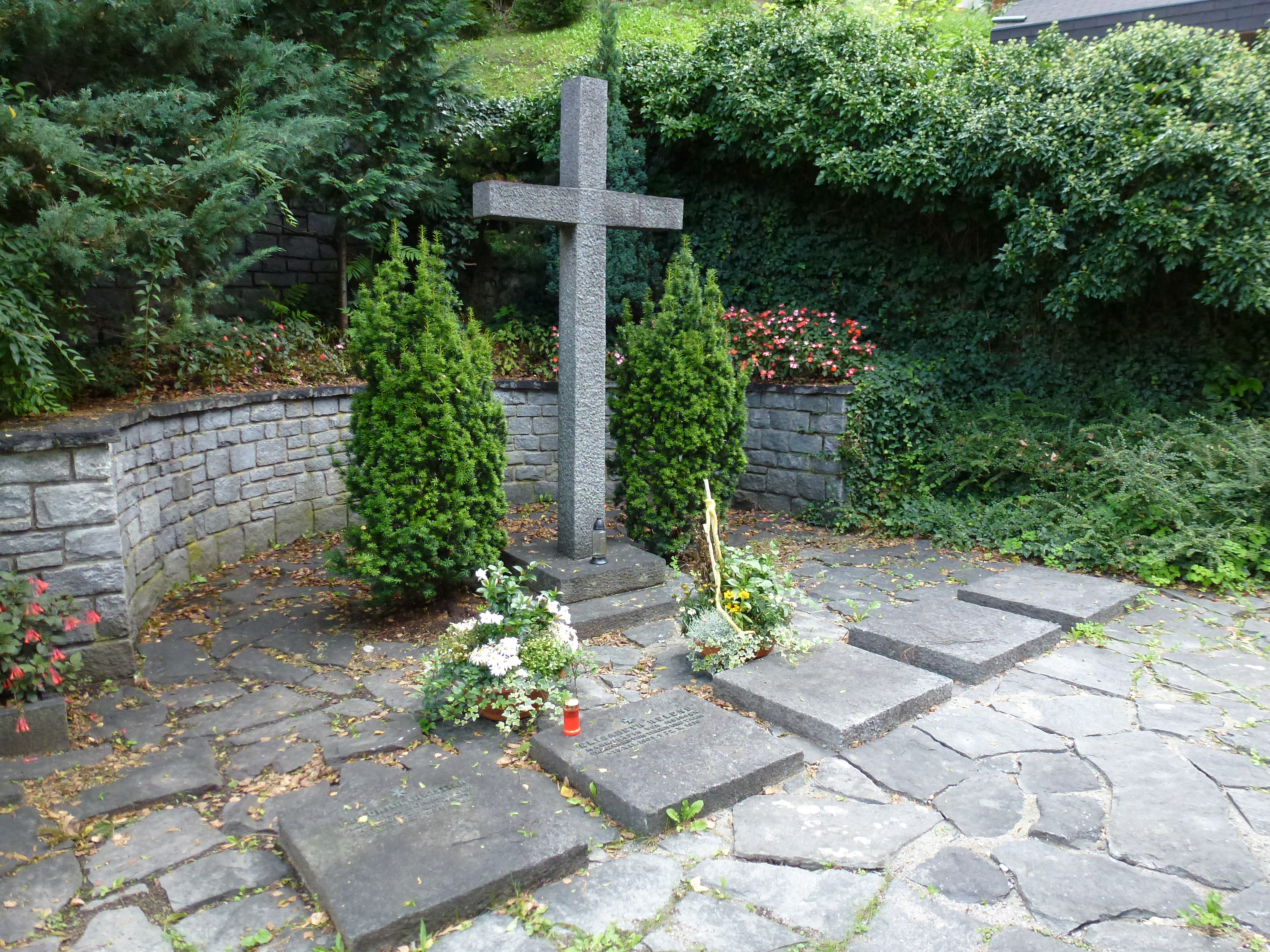
Sito sepolcrale della casata di Wettin, al di fuori della Cappella Reale di Königskapelle a Karrösten nel Nord Tirolo

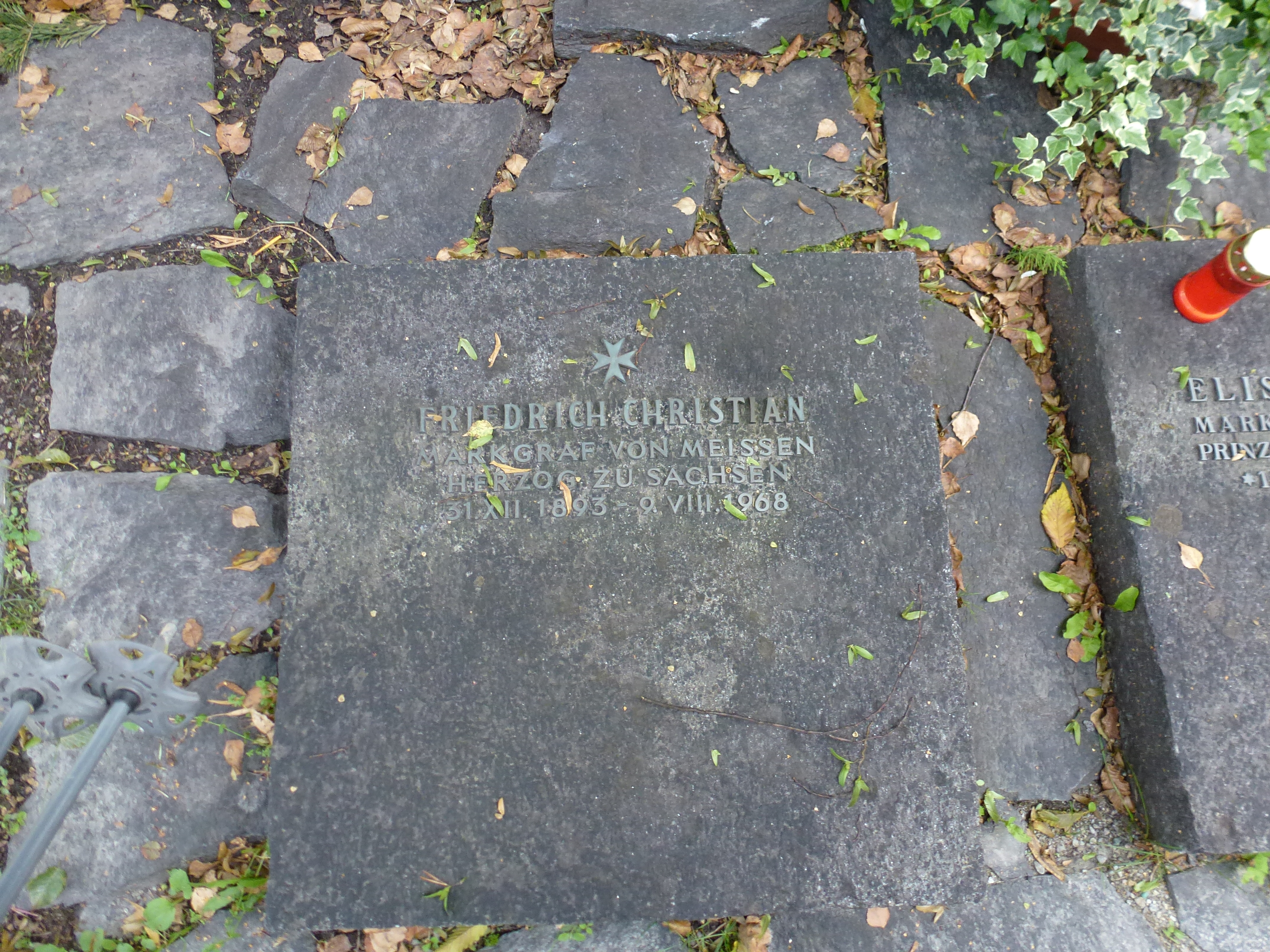
Pietra sepolcrale di Federico Cristiano, margravio di Meißen, duca di Sassonia

## Matrimonio e figli
Federico Cristiano sposò la principessa Elisabetta Elena di Thurn und Taxis (1903–1976) il 16 giugno 1923 a Ratisbona. Ebbero cinque figli:
- Maria Emanuele, margravio di Meißen (1926–2012), sposò la principessa Anastasia di Anhalt, senza figli.
- principessa Maria Giuseppa di Sassonia (nata nel 1928), nubile.
- principessa Anna di Sassonia (1929–2012), ha sposato Roberto de Afif ed ha avuto tre figli maschi.
- Alberto, margravio di Meißen (1934–2012), ha sposato Elmira Henke, senza figli.
- principessa Matilde di Sassonia (nata nel 1936), ha sposato e divorziato dal principe Giovanni Enrico di Sassonia-Coburgo-Gotha, da cui ha avuto un solo figlio maschio (poi deceduto).

## Ascendenza
|                                   |                        |                                      | Genitori                              |  |  | Nonni |  |  | Bisnonni             |  |  | Trisnonni                |  |
|                                   |                        |                                      |                                       |  |  |       |  |  | Giovanni di Sassonia |  |  | Massimiliano di Sassonia |  |
|                                   |                        |                                      |                                       |  |  |       |  |  | Giovanni di Sassonia |  |  | Massimiliano di Sassonia |  |
|                                   |                        | Carolina di Borbone-Parma            |                                       |  |  |       |  |  | Giovanni di Sassonia |  |  |                          |  |
| Giorgio di Sassonia               |                        |                                      |                                       |  |  |       |  |  | Giovanni di Sassonia |  |  |                          |  |
|                                   |                        | Amalia Augusta di Baviera            | Massimiliano I Giuseppe di Baviera    |  |  |       |  |  |                      |  |  |                          |  |
|                                   |                        | Amalia Augusta di Baviera            | Massimiliano I Giuseppe di Baviera    |  |  |       |  |  |                      |  |  |                          |  |
|                                   |                        | Amalia Augusta di Baviera            | Carolina di Baden                     |  |  |       |  |  |                      |  |  |                          |  |
| Federico Augusto III di Sassonia  |                        | Amalia Augusta di Baviera            |                                       |  |  |       |  |  |                      |  |  |                          |  |
|                                   |                        | Ferdinando II del Portogallo         | Ferdinando di Sassonia-Coburgo-Kohary |  |  |       |  |  |                      |  |  |                          |  |
|                                   |                        | Ferdinando II del Portogallo         | Ferdinando di Sassonia-Coburgo-Kohary |  |  |       |  |  |                      |  |  |                          |  |
|                                   |                        | Ferdinando II del Portogallo         | Maria Antonia di Koháry               |  |  |       |  |  |                      |  |  |                          |  |
| Maria Anna Ferdinanda di Braganza |                        | Ferdinando II del Portogallo         |                                       |  |  |       |  |  |                      |  |  |                          |  |
|                                   |                        | Maria II del Portogallo              | Pietro I del Brasile                  |  |  |       |  |  |                      |  |  |                          |  |
|                                   |                        | Maria II del Portogallo              | Pietro I del Brasile                  |  |  |       |  |  |                      |  |  |                          |  |
|                                   |                        | Maria II del Portogallo              | Maria Leopoldina d'Asburgo-Lorena     |  |  |       |  |  |                      |  |  |                          |  |
| Federico Cristiano di Sassonia    |                        | Maria II del Portogallo              |                                       |  |  |       |  |  |                      |  |  |                          |  |
|                                   | Leopoldo II di Toscana | Ferdinando III di Toscana            |                                       |  |  |       |  |  |                      |  |  |                          |  |
|                                   | Leopoldo II di Toscana | Ferdinando III di Toscana            |                                       |  |  |       |  |  |                      |  |  |                          |  |
|                                   | Leopoldo II di Toscana | Luisa Maria Amalia di Borbone-Napoli |                                       |  |  |       |  |  |                      |  |  |                          |  |
| Ferdinando IV di Toscana          | Leopoldo II di Toscana |                                      |                                       |  |  |       |  |  |                      |  |  |                          |  |
|                                   |                        | Maria Antonia di Borbone-Due Sicilie | Francesco I delle Due Sicilie         |  |  |       |  |  |                      |  |  |                          |  |
|                                   |                        | Maria Antonia di Borbone-Due Sicilie | Francesco I delle Due Sicilie         |  |  |       |  |  |                      |  |  |                          |  |
|                                   |                        | Maria Antonia di Borbone-Due Sicilie | Maria Isabella di Spagna              |  |  |       |  |  |                      |  |  |                          |  |
| Luisa d'Asburgo-Toscana           |                        | Maria Antonia di Borbone-Due Sicilie |                                       |  |  |       |  |  |                      |  |  |                          |  |
|                                   |                        | Carlo III di Parma                   | Carlo II di Parma                     |  |  |       |  |  |                      |  |  |                          |  |
|                                   |                        | Carlo III di Parma                   | Carlo II di Parma                     |  |  |       |  |  |                      |  |  |                          |  |
|                                   |                        | Carlo III di Parma                   | Maria Teresa di Savoia                |  |  |       |  |  |                      |  |  |                          |  |
| Alice di Borbone-Parma            |                        | Carlo III di Parma                   |                                       |  |  |       |  |  |                      |  |  |                          |  |
|                                   |                        | Luisa Maria di Borbone-Francia       | Carlo di Borbone-Francia              |  |  |       |  |  |                      |  |  |                          |  |
|                                   |                        | Luisa Maria di Borbone-Francia       | Carlo di Borbone-Francia              |  |  |       |  |  |                      |  |  |                          |  |
|                                   |                        | Luisa Maria di Borbone-Francia       | Carolina di Borbone-Due Sicilie       |  |  |       |  |  |                      |  |  |                          |  |
|                                   |                        | Luisa Maria di Borbone-Francia       |                                       |  |  |       |  |  |                      |  |  |                          |  |